# L'Abri

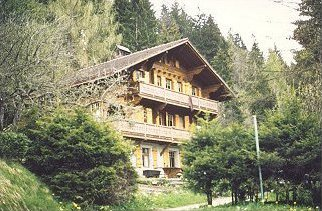
Chalé Les Melezes na L'Abri suíça.

L'Abri (significa "o abrigo" em francês) é uma organização cristã evangélica fundada pelo teólogo Francis Schaeffer  e sua esposa Edith Schaeffer, aos 5 de junho de 1955, em Huémoz-sur-Ollon, na Suíça. Os Schaeffer abriram seu lar nos alpes suíços para viajantes curiosos, como um ministério e uma espécie de fórum de discussões filosóficas e cristãs. Atualmente, há casas "L'Abri" em diversas partes do mundo, que continuam a oferecer lugar para viajantes.

## Desenvolvimento da L'Abri
Francis e Edith mudaram-se para a Suíça em 1947, a fim de servirem como missionários no Conselho Independente para Missões Presbiterianas Estrangeiras (IBPFM) na Europa. Após os Schaeffer sofrerem, em 1951, uma crise espiritual e após desentendimentos com teólogos como Carl McIntire, eles deixaram o IBPFM quatro anos depois, em 1955, e passaram a focar no trabalho com os jovens. Então, mudaram-se para Huémoz, local em que fundariam L'Abri. Com o surgimento de L'Abri, falatório logo instaurou-se, culminando num crescimento de visitantes. No verão de 1956, a média de visitantes era de 31 por semana. As palestras de Francis Schaeffer passaram a ser gravadas em fitas, que logo foram distribuídas internacionalmente, fazendo com que seu trabalho fosse reconhecido mundialmente.
Dessarte, L'Abri passou a possuir e operar muitos edifícios em Huémoz, para atender a demanda. Passaram-se a incluir quatro tipos de público: 1) hóspedes de curta duração; 2) estudantes, que dividiam o tempo entre estudo e trabalho comunitário; 3) trabalhadores, que participaram das discussões e dos trabalhos relativos à hospitalidade; e 4) membros, que fizeram parte do processo de tomada de decisões.

## Expansão internacional
Francis Schaeffer morreu em 1984. Ainda assim L'Abri não parou de crescer.
Hoje, L'Abri está presente em diversos países, dentre muitos continentes. Desde o ano de 2011, L'Abri passou a administrar "Centros de Estudo" residenciais em países como: África do Sul, Austrália, Brasil (conhecido como "L'Abri Brasil", nos municípios de Belo Horizonte e Lagoa Santa, Estado de Minas Gerais, e no município de Ivoti, no Estado do ), Canadá, Coreia do Sul, Estados Unidos (Estados de Minnesota e Massachusetts), Países Baixos ("Holanda"), Reino Unido e Suécia, além da Suíça. Ademais, possui os chamados "Centro de Recursos" não residenciais, administrados por amigos da organização, no Brasil (conhecidos por "Amigos de L'Abri", presentes na capital do Estado de São Paulo, no bairro da Lapa, e no município de São Carlos, no mesmo Estado) e na Alemanha.

## "Modus operandi"
Os visitantes dos Centros L'Abri são chamados de estudantes, e o estudo pessoal continua sendo fundamental para o trabalho da L'Abri, sem que haja "aulas" ou cursos fixos. Em vez disso, os alunos (que podem passar qualquer tempo, desde um dia até um "período" inteiro, geralmente de 2 a 3 meses, em L'Abri) reúnem-se regularmente com um membro da equipe para discutir as questões que desejam estudar, e são recomendados recursos de Biblioteca de livros da L'Abri, palestras gravadas e palestras da equipe da L'Abri e outros. O dia do aluno é dividido em “tempo de estudo” e “tempo de trabalho”. Durante o "tempo de trabalho", um aluno ajudará nas atividades necessárias da comunidade - cozinhar refeições, limpar, manter etc. Esta divisão é baseada na ênfase constante de Schaeffer de que o Cristianismo e o trabalho de L'Abri não eram apenas intelectuais, mas tinha que incorporar toda a vida, e que uma demonstração de "Comunidade Cristã" era tão central para o trabalho de L'Abri quanto a demonstração intelectual que ele acreditava poder ser feita da razoabilidade e veracidade da crença cristã.
O dia de L'Abri gira em torno de refeições comunitárias, muitas vezes usadas como uma oportunidade para discussões abertas e formais, e os alunos são incentivados a buscar interesses em arte, música e literatura.
Num artigo recente sobre o grupo, Molly Worthen sugere que os estudantes de hoje apresentam questões muito diferentes e que tendem a olhar com suspeita para a fé evangélica politizada que Schaeffer ajudou a criar.
Além de Francis e Edith Schaeffer e seus filhos, vários autores evangélicos notáveis foram influenciados pelo trabalho com L'Abri. Esses ex-funcionários incluem Os Guinness, Hans Rookmaaker, Greg Laughery e Wade Bradshaw.
O centro de estudos L'Abri em Rochester, Minnesota, também organiza "Conferências L'Abri" semestrais nos EUA e no Canadá, nas quais funcionários da L'Abri de todo o mundo e outros palestrantes que apoiam a visão da L'Abri falam e lideram seminários sobre uma ampla variedade de tópicos. Em 2005, uma conferência foi realizada em St. Louis, Missouri, para comemorar o 50º aniversário da organização, e mais de 1.000 participantes estiveram presentes para ouvir palestrantes como Os Guinness, Harold O. J. Brown e Chuck Colson.